# Eje Elgh
Lars Eje Elgh, född 15 juni 1953 i Karlskoga i Värmland, är en svensk racerförare och TV-kommentator. 
Elgh började tävla i gokart under 1960-talet och nådde sina största framgångar i japanska formelbilsserier och som sportvagnsförare. Han har bland annat deltagit i det klassiska loppet Le Mans 24-timmars.
Elgh var expertkommentator under Formel 1-sändningar i TV där han agerade i radarpar med Janne Blomqvist sedan flera år. Tidigare kommenterade han Formel 1 i TV4 med Artur Ringart men då Viasat tog över TV-rättigheterna 2006 följde han med till den kanalen. Till 2009 satsade Viasat i en helt ny kanal som helt inriktar sig på motorsport som heter just Viasat Motor där Eje kommenterade F1 tillsammans med Janne Blomqvist, men slutade av hälsoskäl år 2018.
Hans son Alexander Elgh är sedan säsongen 2014 personlig tränare till Marcus Ericsson i Formel 1.
Han deltog även i Dakarrallyt 2009, där han klarade sig utan skador efter att voltat etthundra meter ned för ett stup och 2022 med sonen Alexander som kartläsare.